# Psicología histórico-cultural

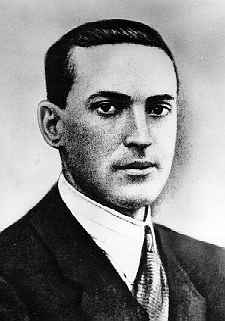
Lev Vygotski (1896-1934).

La psicología histórico-cultural (también conocida como psicología sociocultural o psicología cultural) es una rama de la teoría y la práctica psicológicas asociada a Lev Vygotski (1896-1934) y Alexander Lúriya (1902-1977) y su círculo, que la iniciaron a mediados de los años 1920 y 1930.
Concibe el desarrollo personal como una construcción cultural, que se realiza a través de la interacción con otras personas de una determinada cultura mediante la realización de actividades sociales compartidas.
Para Vygotski, toda función intelectual debe explicarse a partir de su relación esencial con las condiciones históricas y culturales.

## Denominación

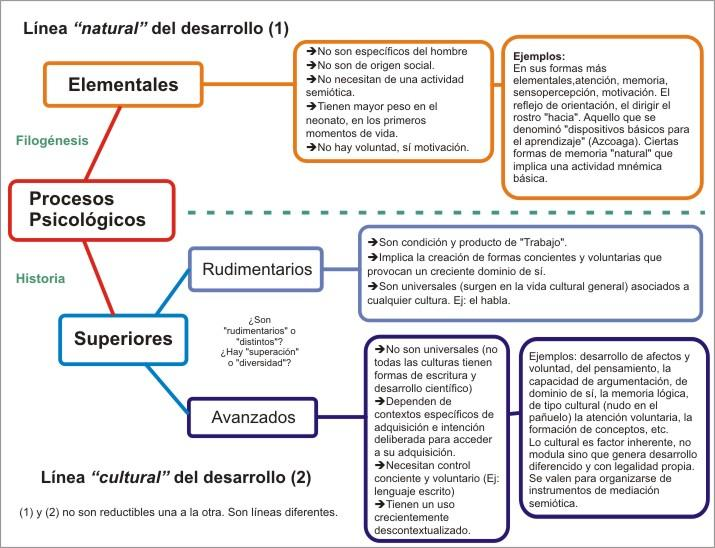
Las líneas de desarrollo en los procesos psicológicos establecidos por Lev Vygotski.

El término «psicología histórico-cultural» nunca aparece en los escritos de Vygotski, y posteriormente le fue atribuida tanto por sus críticos como por sus seguidores, pero es bajo este título como se conoce ahora ampliamente este movimiento intelectual.
El objetivo principal del proyecto Vygotski-Luria era el establecimiento de una «nueva psicología» que diera cuenta de la unidad inseparable del cerebro y la cultura en su desarrollo (o en su degradación) en entornos sociohistóricos concretos (en el caso de los individuos) y a lo largo de la historia de la humanidad como especie sociobiológica.
En sus formas más radicales, la teoría que Vygotski y Luria intentaban construir se expresaba en términos de una «ciencia del superhombre», y estaba estrechamente vinculada al pronunciamiento de la necesidad de una nueva teoría psicológica de la conciencia y su relación con el desarrollo de las funciones psicológicas superiores.
Todo este trabajo teórico (en su mayoría, especulativo) y empírico experimental fue intentado por los miembros del círculo Vygotski-Luria.

## Concepto
La relación de la conducta no se realiza específicamente a partir de la acción sobre la naturaleza, o mejor dicho del mundo exterior, sino que se forja desde el comienzo de la vida de las personas en un marco de interacción con otras personas, y es a través de estos procesos de interacción que el niño va adquiriendo progresivamente un control voluntario y autónomo de las funciones psicológicas.
Estas interacciones serán construidas, primero, en el plano intersubjetivo, para después poder interiorizarse a un plano intrasubjetivo.

En el desarrollo cultural del niño, toda función aparece dos veces: primero a nivel social, y más tarde, a nivel individual; primero entre personas (interpsicológica), y después, en el interior del propio niño (intrapsicológica)
Lev Vygotski: El desarrollo de los procesos psicológicos superiores

Se entiende como internalización a la reconstrucción interna de una operación externa.
Vygostki cita como ejemplo el gesto de señalar:

Al principio, este ademán no es más que un intento fallido de alcanzar algo. […] Cuando la madre acude al pequeño y se da cuenta de que su movimiento está indicando algo, la situación cambia realmente. El hecho de señalar engendra una reacción, no del objeto que desea, sino de otra persona (…) únicamente más tarde, cuando el niño es capaz de relacionar su fallido movimiento de agarrar con la situación objetiva como un todo, comienza a interpretar dicho movimiento como acto de señalar
Lev Vygotski: El desarrollo de los procesos psicológicos superiores

El proceso de interacción que permite la reconstrucción de una actividad psicológica externa por medio de operaciones con signos, siempre se realiza en contextos interactivos con otros humanos y es para Vygotski la diferencia entre el comportamiento animal y las actividades culturalmente mediadas por los hombres.

## Trascendencia de la psicología sociocultural
La teoría vygotskiana fue considerada como un factor correctivo de la teoría universalista de los estadios de la inteligencia de Jean Piaget, y segundo, como una innovadora forma de conciliar los enfoques conductuales y cognitivos sobre la base de la noción de la actividad mediada, socialmente determinada.
(Véase también Terapia cognitivo-conductual).
En la actualidad, las influencias de la psicología sociocultural pueden verse en el terreno de la psicología del desarrollo, pero también extendida hacia disciplinas como la antropología, la sociología y las ciencias políticas. El método histórico cultural se ha ampliado  y profundizado en ramas como la educación, pedagogía, psicología y neuropsicología, y ha sido de particular influencia en Estados Unidos.
En las áreas aplicadas se puede distinguir la influencia de Vygotski, en la educación, la educación especial y la evaluación. Su visión de que el aprendizaje ―aquel que se origina a partir de la educación asistida por alguien más capaz― puede llevar al desarrollo, es especialmente influyente por el hecho de que le da a los maestros una guía para diseñar ambientes para promover el desarrollo psicológico. El reconocido psicólogo Jerome Bruner adaptó ideas de Vygotsky, destacando el "andamiaje" como un proceso social clave en el aprendizaje. Barbara Rogoff, académica de Universidad de California en Santa Cruz investigó cómo las prácticas culturales influyen en el aprendizaje, resaltando la participación activa de los niños en su entorno cultural. Michael Cole profesor de la Universidad de California en San Diego exploró la interacción entre herramientas culturales y el desarrollo cognitivo, aplicando el enfoque histórico-cultural a la educación actual.
Un segunda área de especialización de la psicología sociocultural se encuentra en la neuropsicología, que conduce a maneras prácticas para organizar la re-mediación de las funciones cerebrales dañadas. En México, académicos como Yulia Solovieva de la  Benemérita Universidad Autónoma de Puebla y Luis Quintanar Rojas han explorado cómo la neuropsicología complementa el enfoque histórico-cultural para mejorar el aprendizaje. También, han innovado en pedagogía, diseñando métodos basados en la teoría de la actividad, con programas rehabilitación neuropsicológica adaptadas a las necesidades específicas de los estudiantes.